# Nobunaga's Ambition
Nobunaga's Ambition is een serie van turn based oorlogssimulatiespellen dat werd ontwikkeld en uitgegeven door KOEI. Het eerste spel binnen de serie, Nobunaga no Yabo, was een van de eerste spellen binnen zijn genre en werd uitgebracht in maart 1983 op o.a. PC-88. De serie bestaat uit 17 computerspellen, waaronder een crossover met Pokémon, goed voor in totaal meer dan 10 miljoen verkochte exemplaren.

## Synopsis
De computerspellen spelen zich af in de Sengokuperiode (15de-17de eeuw). De speler neemt de rol aan van een daimyō die ernaar streeft om Japan te verenigen onder één heerschappij.

### Naam
De spellen zijn vernoemd naar Oda Nobunaga, een historische daimyō die een sleutelrol speelde in de poging om Japan te verenigen in de 16de eeuw. Hoewel Nobunaga vaak een centrale rol speelt in de campagnes, kunnen spelers er ook voor kiezen om de rol van  andere historische daimyō op te nemen.

## Gameplay
De gameplay richt zich vooral op strategische besluitvorming, waarbij zowel militaire als diplomatieke vaardigheden cruciaal zijn om een campagne te kunnen winnen. Spelers moeten oa. troepen rekruteren, steden en infrastructuur beheren, allianties smeden, spioneren en veldslagen plannen. In tegenstelling tot andere strategiespellen, spelen ook administratieve aspecten zoals de economie, provinciaal beleid en de tevredenheid van je onderdanen een belangrijke rol in het spel.

## Computerspellen binnen de serie
| Jaar | Titel                                    | Opmerkingen           |
| ---- | ---------------------------------------- | --------------------- |
| 1983 | Nobunaga no Yabō                         |                       |
| 1986 | Nobunaga's Ambition                      |                       |
| 1988 | Nobunaga's Ambition II                   |                       |
| 1990 | Nobunaga's Ambition: Lord of Darkness    |                       |
| 1992 | Nobunaga no Yabō: Haōden                 |                       |
| 1994 | Nobunaga no Yabō: Tenshōki               |                       |
| 1997 | Nobunaga no Yabō: Shōseiroku             |                       |
| 1999 | Nobunaga no Yabō: Reppūden               |                       |
| 2001 | Nobunaga no Yabō: Ranseiki               |                       |
| 2002 | Nobunaga no Yabō: Sōtenroku              |                       |
| 2003 | Nobunaga's Ambition: Rise to Power       |                       |
| 2005 | Nobunaga's Ambition: Iron Triangle       |                       |
| 2009 | Nobunaga no Yabō: Tendō                  |                       |
| 2012 | Pokémon Conquest                         | Crossover met Pokémon |
| 2013 | Nobunaga's Ambition: Sphere of Influence |                       |
| 2017 | Nobunaga's Ambition: Taishi              |                       |
| 2022 | Nobunaga's Ambition: Awakening           |                       |

## Ontvangst
De computerspellen worden over het algemeen gewaardeerd omwille van de diepgaande strategie en historische setting, al ontving de serie ook kritiek omwille van de steile leercurve en de minder intuïtieve gebruikersinterface.